# Daphnis confluens
Daphnis confluens är en fjärilsart som beskrevs av Adolf G. Closs 1912. Daphnis confluens ingår i släktet Daphnis och familjen svärmare. Inga underarter finns listade i Catalogue of Life.